# فاينل فانتسي 6
فاينل فانتَسي VI (باليابانية: ファイナルファンタジー، فاينارو فانتاجي شيكوسو)، أو فاينل فانتَسي 6 المعروفة أيضا باسم فاينل فانتَسي III في إصدارها الأولي في أميركا الشمالية هي لعبة فيديو تقمص الأدوار من إنتاج سكوير على نظام سوبر نينتندو. صدرت اللعبة في عام 1994، وهي السادسة ضمن ألعاب سلسلة فاينل فانتسي الرئيسية (وآخر لعبة تستخدم رسومات ثنائية الأبعاد). تدور أحداث اللعبة في عالم خيالي به مستوى تقني يعادل الثورة الصناعية الثانية، وتركز قصة اللعبة على مجموعة من المتمردين في سعيهم للإطاحة بديكتاتورية إمبريالية. تميزت اللعبة بوجود أربعة عشر شخصية قابلة للعب بشكل دائم، أكثر من أي لعبة سابقة في هذه السلسلة.
نقلتها شركة توسي إلى جهاز بلاي ستيشن في عام 1999 وجهاز نينتندو غيم بوي أدفانس في عام 2006 مع اختلافات بسيطة، وأُطلِقت على وي فرتشويل كونسول عام 2011. أعادت نينتندو إصدار اللعبة باسم فاينل فانتَسي VI في الولايات المتحدة في سبتمبر 2017 كجزء من جهاز سوبر إن إي إس كلاسيك إديشن. صدرت اللعبة باسم  فاينل فانتَسي III عند إصدارها الأولي في أميركا الشمالية، إذ أن اللعبة الثالثة الأصلية واللعبة الخامسة لم تصدر خارج اليابان وقتها (ما جعل اللعبة الرابعة تصدر باسم الثانية، والسادسة باسم الثالثة). ولكن الترجمات المقبلة للعبة استخدمت عنوانها الأصلي. هذه اللعبة هي الأولى في السلسلة التي أخرجها شخص آخر غير المنتج ومؤسس السلسلة هيرونوبو ساكاغوتشي؛ وقد حل محله يوشينوري كيتاسي وهيرويوكي إيتو. كما عاد يوشيتاكا أمانو، الذي كان مساهمًا قديمًا للسلسلة، كمصمم للصور والشخصيات، في حين ألّف الملحن نوبو أويماتسو موسيقى اللعبة، والتي أُصدرت على عدة ألبومات موسيقى تصويرية.
لقيت اللعبة إشادات عالية من النقاد ويُنظَر إليها على أنها علامة بارزة ضمن ألعاب تقمص الأدوار؛ على سبيل المثال، صنّفها موقع آي جي إن في المرتبة الثانية ضمن أفضل ألعاب تقمص الأدوار على الإطلاق. باع إصدارا سوبر نينتندو وبلاي ستيشن أكثر من 3.48 مليون نسخة حول العالم حتى الآن على شكل لعبة منفصلة، فضلًا عن أكثر من 750 ألف نسخة كجزء من مجموعة فاينل فانتَسي اليابانية ومختارات فاينل فانَتسي في أميركا الشمالية. وقد حازت اللعبة على العديد من الجوائز منذ صدورها ويعتبرها الكثيرون إحدى أعظم ألعاب الفيديو في التاريخ.

## نظام اللعب
كسابقاتها من ألعاب فاينل فانتَسي، فإن فاينل فانتَسي VI تحتوي على أربعة أنماط لعب أساسية: خريطة عالم ممتد، خرائط ميدانية للزنزانات والمدن، شاشة المعركة وشاشة القائمة. خريطة العالم الممتد هي نسخة مصغرة من عالم اللعبة الخيالي يستخدمها اللاعب لتوجيه الشخصيات إلى مواقع مختلفة. كما هو الحال مع معظم ألعاب هذه السلسلة، فإن وسائل الترحال الأساسية الثلاث عبر العالم هي سيرًا على الأقدام وركوب طائر الـ«تشوكوبو» Chocobo والسفن الجوية. يواجه اللاعب الأعداء عشوائيًا في الخرائط الميدانية والعالم الممتد عند الترحال على القدمين مع استثناءات متعلقة بالحبكة. شاشة القائمة تمكّن اللاعب من اتخاذ قرارات محددة مثل اختيار الشخصيات التي ستكون جزءًا من الفرقة الرحّالة وما تحمله من معدّات والسحر الذي تتعلمه وإعدادات نظام اللعب. كما تُستخدم شاشة القائمة لمراقبة نقاط الخبرة والمستويات.
تتطور حبكة اللعبة كلما تقدّم اللاعب في المدن والزنزانات. سيقدّم مواطنو المدينة معلومات مفيدة وبعض السكان يملكون متاجر لبيع السلع أو المعدّات. تُفعِّل زيارة اللاعب لمدن معيّنة مهمات جانبية في وقت لاحق من اللعبة. تظهر الزنزانات على هيئة مناطق متنوعة مثل الكهوف والمجاري والغابات والمباني. بداخل هذه الزنزانات، كثيرًا ما توجد صناديق كنز تحوي سلعًا نادرة لا تتوفر في معظم المتاجر. تتسم بعض الزنزانات بوجود الألغاز والمتاهات التي تُجبر اللاعب على تقسيم الشخصيات إلى فرق متعددة.

### القتال
يرتكز القتال في فاينل فانتَسي VI على أوامر في القائمة، حيث يختار اللاعب أمرًا من لائحة تحوي خيارات مثل القتال Fight والسحر Magic والسلع Item. بالإمكان استخدام أربع شخصيات على حد أقصى في المعارك، وهذه المعارك ترتكز على نظام «معركة الوقت النشط» (ATB) التقليدي الذي ظهر للمرة الأولى في فاينل فانتَسي IV. بناءً على هذا النظام، فلكل شخصية شريط أوامر مجدِّدٍ للذات بمعدّل يعتمد على إحصائية سرعتها. يستطيع اللاعب اختيار الأوامر عندما يمتلئ الشريط. بالإضافة إلى أساليب القتال القياسية، فلكل شخصية قدرة خاصة فريدة من نوعها. على سبيل المثال، يمتلك لاك Locke القدرة على سرقة السلع من الأعداء بينما قدرة سيليس Celes الرونية تسمح لها بامتصاص معظم الهجمات السحرية المقذوفة حتى دورها المقبل.
عنصر قتالي آخر هو استبدال هجومي قوي يظهر أحيانًا عندما تنخفض صحة الشخصية. كذلك تظهر ميزات أخرى في ألعاب فاينل فانتَسي لاحقة تحت مسميّات مختلفة مثل الحدود المكسورة Limit Breaks والحركات اليائسة Desperation Moves والغشية Trance والتسارعات المفرطة Overdrives. تُكافأ الشخصيات مقابل الانتصار في المعارك بنقاط خبرة وأموال تُدعى «غِل» Gil (قطعة ذهب Gold Piece GP في الترجمة الأصلية لأميركا الشمالية. عندما تحقق الشخصيات عددًا معينًا من نقاط الخبرة، فإن مستواهم يرتقي وتطور إحصاءاتها. يستطيع لاعب آخر المشاركة في اللعب خلال المعارك بتحكمه بشخصيات منفصلة يحددها في قائمة الإعدادات.

### التخصيص
بالإمكان تزويد شخصيات فاينل فانتَسي VI بمجموعة متنوعة من الأسلحة والدروع والقطع التكميلية (المعروفة بـ«البقايا الأثرية» Relics) لرفع مستوى إحصاءاتها والحيازة على قدرات خاصة. من الممكن أن تستخدم الشخصيات المختلفة أغلبية هذا العتاد وتستطيع كل شخصية حمل قطعتين من البقايا الأثرية. لدى البقايا الأثرية استعمالات وتأثيرات متنوعة، وبعضها تغيّر الأوامر القتالية الأساسية وتسمح للشخصيات باستخدام عدة أسلحة وتمنح تغييرات حالة دائمة خلال المعارك أو تستخدم التعاويذ السحرية الوقائية كردة فعل للمشارفة على الموت.
على الرغم من أن شخصيتين فقط من بين كل تلك القابلة للّعب تبدآن اللعبة بالقدرة على استخدام السحر، فإنه بالإمكان تعليم السحر لأغلبية الشخصيات الأخرى القابلة للّعب عن طريق «الطيفيّين» Espers، التي هي بمثابة الوحوش المستدعاة للّعبة. تتضمّن اللعبة عدة استدعاءات متكررة من ضمنها عفريت Ifrit وشيڤا Shiva وبهموت Bahamut وأودِن Odin وغيرها من الاستدعاءات الجديدة الحصرية للعبة فاينل فانتَسي VI. يتمحور النصف الأول من حبكة اللعبة حول الطيفيّين ورفاتهم (المعروفة باسم «ماجِسايت» Magicite). عند تزويد شخصية ما بماجِسايت، فإن كل قطعة ماجِسايت تحوي مجموعة معيّنة من التعاويذ السحرية التي تتعلمها الشخصية. إضافةً إلى ذلك، فإن قطع ماجِسايت معينة ستمنح ترقية إحصائية إضافية للشخصية إن كانت تحملها عند ارتقاء مستواها. أخيرًا، عندما تحمل الشخصية قطعة ماجِسايت، فإن الشخصية قد تستدعي الطيفيّ المطابق قطعة الماجِسايت تلك. على سبيل المثال، عند حمل الماجِسايت «رَيدِن» Raiden، فإنه سيعلِّم الشخصية تعويذة «كوِك» Quick وتمنح الشخصية نقطتين إضافيتين في خانة القوة عند ارتفاع مستواها وتمكِّن الشخصية من استدعاء الطيفيّ «رَيدِن».

## الحبكة

### الخلفية
يتغير عالم فاينل فانتسي VI على وتيرة متسارعة. خلال النصف الأول من اللعبة، ينقسم العالم إلى ثلاث قارات عظمى خضراء تدعى «عالم التوازن» the World of Balance. تتخلل القارة الشمالية سلسلة من الجبال بينما قهرت إمبراطورية غِستال القاسية Gestahl Empire معظم القارة الجنوبية، والقارة الشرقية تحوي قطعة أرض برية ضخمة تدعى «السَهْب» the Veldt بها وحوش من جميع أنحاء العالم. تتغير تركيبة الكوكب على إثر حدث كارثي يأتي في منتصف اللعبة ليحوله إلى «عالم الدمار» the World of Ruin؛ تتقطع مساحات اليابسة المضمحلة إلى عدة جزر تحيط بقارة أكبر منها. على خلاف ألعاب فاينل فانتسي السابقة التي تقع أحداثها في العصور الوسطى، فإن أحداث فاينل فانتسي VI تقع في عصر الآلات البخارية. التركيبة الاجتماعية تقارب تلك التي وُجِدَت في النصف الآخر من القرن التاسع عشر، حيث تبرز الأوبرا والفنون الجميلة كأفكار راسخة متكررة خلال أحداث اللعبة، والمستوى التقني السائدي يشابه تقنيات الثورة الصناعية الثانية.
تلمح اللعبة إلى صراع وقع قبل بداية أحداث اللعبة بألف عام يدعى «حرب الماجاي» War of the Magi. خلال هذا الصراع، استخدمت ثلاث كيانات متعاركة تُعرَف بـ«الثالوث المتحارب» Warring Triad الناس البريئة كجنود في حربها بتحويلهم إلى كائنات سحرية مستعبدة يُدعَون بالطيفيّين. أدرك الثالوث خطأهم وأطلقوا سراح الطيفيّين وحفظوا قواهم بداخل ثلاث تماثيل حجرية وأغلقوا عليها. كما أغلق الطيفيّون التماثيل وأغلقوا على أنفسهم من عالم البشر كإجراء احترازي. مع مرور الوقت، اندثر مبدأ السحر وأصبح مجرد أسطورة ريثما بنى معشر البشر مجتمعًا يمجّد العلم والتقنية. عند افتتاح اللعبة، كانت الإمبراطورية استغلت اضمحلال الحاجز الفاصل بين عالميّ البشر والطيفيّين وأمسك جنودها بعدد من الطيفيّين. باستخدامها للطيفيّين كمصدر للطاقة، فقد ابتكرت الإمبراطورية تقنية «ماجِتَك» Magitek، وهي حرفة تمزج السحر بالآلات (من ضمنها جنود مشاة ميكانيكيين) وتمدّ البشر بقوات سحرية. يعارض الإمبراطورية منظمة «العائدون» the Returners، وهم ثوار يسعون لتحرير الأراضي المحتلة.

### الشخصيات
تقدم لعبة فاينل فانتسي VI أربعة عشر شخصية دائمة قابلة للّعب، وهذا أكبر عدد شخصيات لأي من ألعاب السلسلة الرئيسية، إضافةً إلى وجود عدد من الشخصيات الثانوية التي يتحكم بها اللاعبون مؤقتًا. الشخصية الابتدائية، تيرا برانفورد Terra Branford، فتاة متحفّظة نصف بشرية ونصف طيفيّة قضت معظم حياتها كمستعبدة لدى الإمبراطورية باستخدام جهاز يتحكم بالعقول، وهي لا تألف مبدأ الحب. من ضمن الشخصيات الأساسية الأخرى لاك كول Locke Cole، صائد كنوز ومتعاطف مع الثوار به اندفاعة قوية لحماية النساء؛ سَلَس شير Celes Chere، لواء سابق في الجيش الإمبراطوري انضمت لـ«العائدون» بعد سجنها إثر تشكيكها في ممارسات الإمبراطورية؛ إدغار روني فيغارو Edgar Roni Figaro، زير نساء بارع وملك مملكة فيغارو يدين بالولاء للإمبراطورية بينما يدعم منظمة «العائدون» سرًّا؛ سابِن رينيه فيغارو Sabin Rene Figaro، شقيق إدغار المستقل الذي هرب من البلاط الملكي لصقل مهاراته في الفنون القتالية؛ سايان غاراموند Cyan Garamonde، فارس موالٍ لمملكة دوما Doma فقد عائلته وأصدقاءه عندما سمّم كَفكا إمدادات مياه المملكة؛ سَتزَر غابِياني Setzer Gabbiani، مدمن قمار وساعٍ للإثارة ومالك المركبة الهوائية الوحيدة المعروفة في العالم؛ شادو Shadow، نينجا مرتزق يعرض خدماته على كلا من الإمبراطورية و«العائدون»؛ رَلم آروني Relm Arrowny، فتاة يافعة قوية وفنانة تمتلك قدرات سحرية؛ سترَيغو ماغَس Strago Magus، جدّ رَلم الطاعن في السن وساحر أزرق؛ غاو Gau، طفل متوحش بقى على قيد الحياة في «السَهْب» منذ مرحلة الرضاعة؛ موغ Mog، كائن موغُل Moogle حاملٌ للرمح قادم من مناجم نارش Narshe؛ أُمارو Umaro، ساسكواتش وحشيّ ومخلص يقدِم من نارش أيضًا حثه موغ على الانضمام إلى «العائدون»؛ وغوغو Gogo، شخصية تكتنفها الغموض وتبرع في فن المحاكاة.
معظم الشخصيات الرئيسية تحمل ضغينة كبيرة تجاه الإمبراطورية وبالذات ضد كَفكا بالاتزو Kefka Palazzo، أحد الخصمَين الرئيسييَن في اللعبة إلى جانب الإمبراطور غِستال. كَفكا، المشابه للمهرجين، أصبح أول نموذج تجريبي لسلسلة من الجنود المدعومين سحريًا يُدعَون بفرسان الماجِتَك Magitek Knights، الأمر الذي أدى لإصابته بالجنون. إن أفعاله على مدى الحبكة تعكس طبيعته المخبولة. الشخصية الداعمة ألتروس Ultros يشكل عدوًا متكرر الظهور وترويحًا كوميديًا. بعض الشخصيات عاود ظهورها في ألعاب مقبلة. العرض التجريبي القصير فاينل فانتسي SGI، الذي أُنتِج من أجل جهاز سيليكون غرافيكس أونِكس، أبرز رسومات مضلّعة ثلاثية الأبعاد للاك وتيرا وشادو.

### القصة
تيرا برانفورد، ضابطة إمبراطورية ومستخدمة للسحر، ترافق جندييَن إمبريالييَن ريثما ينفذان مهمة لتحديد موقع طيفيّ مجمّد في قرية نارش والاستيلاء عليه. بمجرد العثور عليه، يحصل تفاعل سحري بين تيرا والطيفيّ المجمّد يتسبب في مقتل الجندييَن الإمبريالييَن وفقدان تيرا للوعي. بمجرد استيقاظها من الغيبوبة، أُبلِغت تيرا بأن الإمبراطورية تستخدم تاجًا يتحكم بالعقول للسيطرة على أفعالها. بعد إزالة التاج عن رأسها، تيرا الآن تعاني من فقدان للذاكرة ولا تتذكر أي شيء سوى اسمها.
تتعرف تيرا على عضو في منظمة ثورية معروفة باسم «العائدون» يتعهد بحمايتها إلى أن تتمكن من استعادة ذاكرتها. يطلب «العائدون» من تيرا أن تساعدهم في ثورتهم ضد الإمبراطورية. توافق تيرا على مساندتهم على الرغم من فقدانها للذاكرة، ولكنها تمتلك قدرة نادرة على ممارسة السحر. تكتشف الشخصيات بعدئذ أن جنودًا إمبرياليين بقيادة ضابط يدعى كَفكا يهمّون بمحاولة الاستيلاء على الطيفيّ المجمّد الواقع في نارش. بمساندة سَلَس شير، لواء سابقة في الجيش الإمبريالي، تنجح الشخصيات في حماية الطيفيّ المجمّد من قوات كَفكا. تتعرّض تيرا لتفاعل سحري آخر مع هذا الطيفيّ المجمّد وتتحول إلى كائن يشبه الطيفيّين وتطير بعيدًا عن القارة. بمجرد العثور على تيرا، تواجه المجموعة طيفيّا يدعى راموه Ramuh يخبرهم أن تيرا قد تحتاج المساعدة من طيفيّ آخر حبيس منشأة أبحاث ماجِتَك الإمبراطورية الواقعة في عاصمة الإمبراطورية ڤَكتُر Vector.
في ڤَكتُر، تقتحم المجموعة منشأة أبحاث ماجِتَك الإمبراطورية في محاولة لإنقاذ عددٍ من الطيفيّين المحبوسين بداخلها. ولكن الطيفيّون يحتضرون بالفعل نتيجة تجارب الماجِتَك ويختارون التضحية بحياتهم من أجل المجموعة عن طريق تحولهم إلى ماجِسايت (خلاصة الطيفيّين). تعود المجموعة إلى تيرا وتشاهد تفاعلًا بينها وبين الماجِسايت «مادوِن». يهدئ التفاعل تيرا ويعيد لها ذاكرتها، ثم تكشِف أنها نصف-بشرية ونصف-طيفيّة وأنها ابنة مادوِن وامرأة بشرية.
بعد الكشف عن كونها نصف طيفيّة، يطلب منها «العائدون» الترحال إلى البوابة المختومة التي تفصل عالم البشر عن عالم الطيفيّين بهدف تجنيد الطيفيّين للمساعدة في ثورتهم ضد الإمبراطورية. ولكن الإمبراطورية تستخدم تيرا أيضًا من دون علم المجموعة للوصول إلى البوابة المختومة وعالم الطيفيّين. هناك يستولي الإمبراطور غِستال وكَفكا على ثلاثة تماثيل (معرفة باسم «الثالوث المتحارب») يُعرف عن كونها مصدر الطاقة السحرية بأجمعها. تواجه المجموعة الإمبراطور غِستال وكَفكا، وعندئذ يقتل كَفكا الإمبراطور. ثم بعدها يعبث كَفكا باصطفاف التماثيل، الأمر الذي يخل بتوازن السحر ويتسبب بدمار أغلبية سطح العالم.
بعد مرور عام، تستيقظ سَلَس في جزيرة مهجورة. تكتشف حينها أن كَفكا يستخدم التماثيل الثلاثة للسيطرة على العالم بطريقة إلهية وأن حكمه يتسبب في الاضمحلال البطيء لكافة الحياة على الكوكب. بعد إنقاذ سَلَس لزملائها المفقودين، تتفق المجموعة على مواجهة كَفكا ووضع حدٍ لحكمه.
بعد مقتل كَفكا وتدمير التماثيل، يختفي السحر والطيفيّون من على وجه الأرض، ولكن تيرا تتمكن من النجاة عن طريق تشبّثها بنصفها البشري. تشاهد المجموعة بينما يبدأ العالم بإعادة إحياء نفسه.

## التطوير

### الإنشاء
دخلت فاينل فانتسي VI مرحلة التطوير بعد صدور سابقتها فاينل فانتسي V في ديسمبر 1992. تطلّب تطوير اللعبة عامًا واحدًا فقط لإتمامه. قال مؤسس السلسلة والمخرج هيرونوبو ساكاغوتشي أنه لم يستطع أن يكون منخرطًا في تطوير اللعبة عن كثب كما كان الحال مع الأجزاء السابقة من السلسلة نظرًا لمشروعاته الأخرى وترقيته لنائب الرئيس التنفيذي للشركة عام 1991. لذلك السبب، فقد أصبح منتجًا للّعبة وقسّم مسؤوليات إخراج  فاينل فانتسي VI بين يوشينوري كيتاسي وهيرويوكي إيتو: كان كيتاسي مسؤولًا عن إنتاج الأحداث وسيناريو اللعبة ريثما اهتم إيتو بكافة جوانب المعارك. أشرف ساكاغوتشي على إخراج كيتاسي للمشاهد وتأكد من اندماج المشروع كليًّا. الفكرة وراء  فاينل فانتسي VI هي أن جميع الشخصيات هي الشخصية الرئيسية.

## روابط خارجية
- فاينل فانتسي 6 على موقع IMDb (الإنجليزية)